# WorkNC
WorkNC是Sescoi公司研制开发的面向模具等加工制造行业的全自动计算机辅助制造（CAM）软件系统。
WorkNC最早的版本于1988年推出。